# سینورنیتوسور
سینورنیتوسور (نام علمی: Sinornithosaurus) یا سوسمارپرنده چینی، نام یک سرده از تیره دونده‌خزندگان است.